# Dmitrij Jazov
Dmitrij Timofejevitj Jazov, född 8 november 1924 i byn Jazovo i Omsk oblast, Sovjetunionen
, död 25 februari 2020 i Moskva, Sovjetunionen, var den siste marskalken av Sovjetunionen. Han var Sovjetunionens försvarsminister 1987–1991.

## Utmärkelser
Jazov belönades med ett stort antal sovjetiska och militära utmärkelser, däribland:
- Röda stjärnans orden,  1945
- Medalj "För stridsförtjänst",  1953
- Röda fanans orden,  1963
- Leninorden,  1971
- Azerbajdzjanska SSR:s högsta sovjets presidiums hedersbetygelse,  6 november 1973
- Orden "För fosterlandstjänst i Sovjetunionens väpnade styrkor", tredje graden,  1975
- Jubileumsmedalj ”40-årsdagen av segern i det Stora Fäderneslandkriget 1941-1945”,  1985
- Patriotiska krigsorden av 1:a klass,  1985
- Oktoberrevolutionsorden,  1991
- Jubileumsmedalj "50-årsdagen för segern i det Stora Fäderneslandkriget 1941-1945",  1995
- Medalj till minne av Moskvas 850-årsdag,  1997
- Ärans orden,  2004
- Jubileumsmedalj "60-årsdagen för segern i det Stora Fäderneslandkriget 1941-1945",  2005
- Ryska fäderneslandets förtjänstorden av 4:e graden,  2009
- Jubileumsmedalj "65-årsdagen för segern i det Stora Fäderneslandskriget 1941–1945",  2010
- Alexander-Nevskij-orden,  2014
- Jubileumsmedalj "75-årsdagen för segern i det Stora Fäderneslandkriget 1941-1945",  2020
- Ryska fäderneslandets förtjänstorden av 3:e graden,  2020
- Jubileumsmedalj "70-årsdagen för segern i det Stora Fäderneslandkriget 1941-1945"
- Medalj "Veteran av Sovjetunionens väpnade styrkor"
- Medalj till minne av St. Petersburgs 300-årsjubileum
- Medalj "För utveckling av jungfruland"
- Medalj "För skydd av Sovjetunionens statsgräns"
- Zjukovmedaljen
- För försvaret av Leningrad
- Medalj "För oklanderlig tjänst", andra graden
- Medalj ”För segern över Tyskland i det Stora Fäderneslandskriget 1941-1945”
- Medalj "För förstärkande av vapenbrödraskap"

[Redigera Wikidata]